# Bythaelurus incanus
Bythaelurus incanus, là một loài cá thuộc họ Scyliorhinidae. Nó là loài đặc hữu của Úc. Môi trường sinh sống tự nhiên của nó là các vùng biển mở.